# Michail Alexandrowitsch Schtepa
Michail Alexandrowitsch Schtepa (russisch Михаил Александрович Штепа; * 19. März 2003) ist ein russischer Fußballtorwart.

## Karriere
Schtepa begann seine Karriere bei Lokomotive Moskau. Zur Saison 2019/20 wechselte er zum FK Krasnodar, wo er für die dritte Mannschaft und die U-19 spielen sollte. In der COVID-bedingt abgebrochenen Saison 2019/20 kam er zu neun Einsätzen in der Perwenstwo PFL. In der Saison 2020/21 absolvierte er sechs Drittligapartien, im März 2021 stand er auch erstmals im Kader der zweiten Mannschaft. Nach der Spielzeit 2020/21 stellte Krasnodar-3 den Spielbetrieb ein, woraufhin er in der Saison 2021/22 ausschließlich für die U-19 zum Einsatz kam.
Im August 2022 stand Schtepa ein erstes Mal im Kader der Erstligamannschaft. Im September 2022 debütierte er dann schließlich gegen Rodina Moskau für die zweite Mannschaft Krasnodars in der Perwenstwo FNL. Für Krasnodar-2 kam er bis zum Ende der Saison 2022/23 zu zwölf Zweitligaeinsätzen, mit dem Team stieg er aus der FNL ab.
Zur Saison 2024/25 wurde Schtepa an den Zweitligisten Tschaika Pestschanokopskoje verliehen.